# Абдикаримов, Муздыбек
Муздыбек Абдикаримов (каз. Мұздыбек Әбдікәрімов; 1914, аул Маржан, современный Актогайский район Карагандинской области — 24 апреля 1974, Караганда) — казахский советский актёр, заслуженный артист Казахской ССР (1944).

## Биография
Происходит из подрода мандар рода тобыкты племени аргын. С юных лет Муздыбек Абдикаримов работал чернорабочим, рыбаком и т. п.
В 1929—1935 годах он участвовал в работе драматического кружка (современный город Балхаш). В 1936—1974 годах был актёром Карагандинского областного драматического театра, где играл острохарактерные роли: Итбай («Амангельды» Беимбета Майлина и Габита Мусрепова, первая роль в театре в 1936 году), Жапал, Кобикты, Жарас («Енлик — Кебек», «Каракыпчак Кобланды» и «Айман — Шолпан» Мухтара Ауэзова), Жантык, Карабай, Шеге («Козы Корпеш — Баян сулу» и «Кыз Жибек» Габита Мусрепова), Жакуп («Миллионер» Габидена Мустафина), Султанбек («Аршин мал алан» Узеира Гаджибекова), Земляника («Ревизор» Николая Гоголя), Миллер («Коварство и любовь» Фридриха Шиллера), Бригелло («Слуга двух господ» Карло Гольдони).
В 1944 году вступил в КПСС.
Муздыбек Абдикаримов также являлся исполнителем песен Абая Кунабаева, Биржан-сала Кожагулова, Ахана сере Корамсина.